# برونو تياجو
برونو تياجو (بالبرتغالية: Bruno Tiago‏) (1 أبريل 1981 بسانتو تريسو في البرتغال - ) هو لاعب كرة قدم برتغالي في مركز الوسط. شارك مع منتخب البرتغال تحت 18 سنة لكرة القدم ومنتخب البرتغال تحت 20 سنة لكرة القدم. أما مع النوادي، فقد لعب مع سبورتينغ براغا ونادي جل فيسنتي ونادي سالامانكا وريال آبلة ‏.

## روابط خارجية
- برونو تياجو على موقع قاعدة بيانات كرة القدم.إي يو (الإنجليزية)